# Megavitiornis
Megavitiornis altirostris — викопний вид куроподібних птахів вимерлої родини Sylviornithidae. Мешкав на Фіджі на початку голоцену та вимер з появою людей. Викопні рештки птаха знайдено у печерах на острові Віті-Леву та на Найгані. Це був великий нелітаючий птах. Свого часу це був, мабуть, найбільший птах на Фіджі. Спершу його описали як представника родини великоногових, проте пізніші морфологічні дослідження вказують на тісний зв'язок з Sylviornis з Нової Каледонії.